# 파블로흐라드

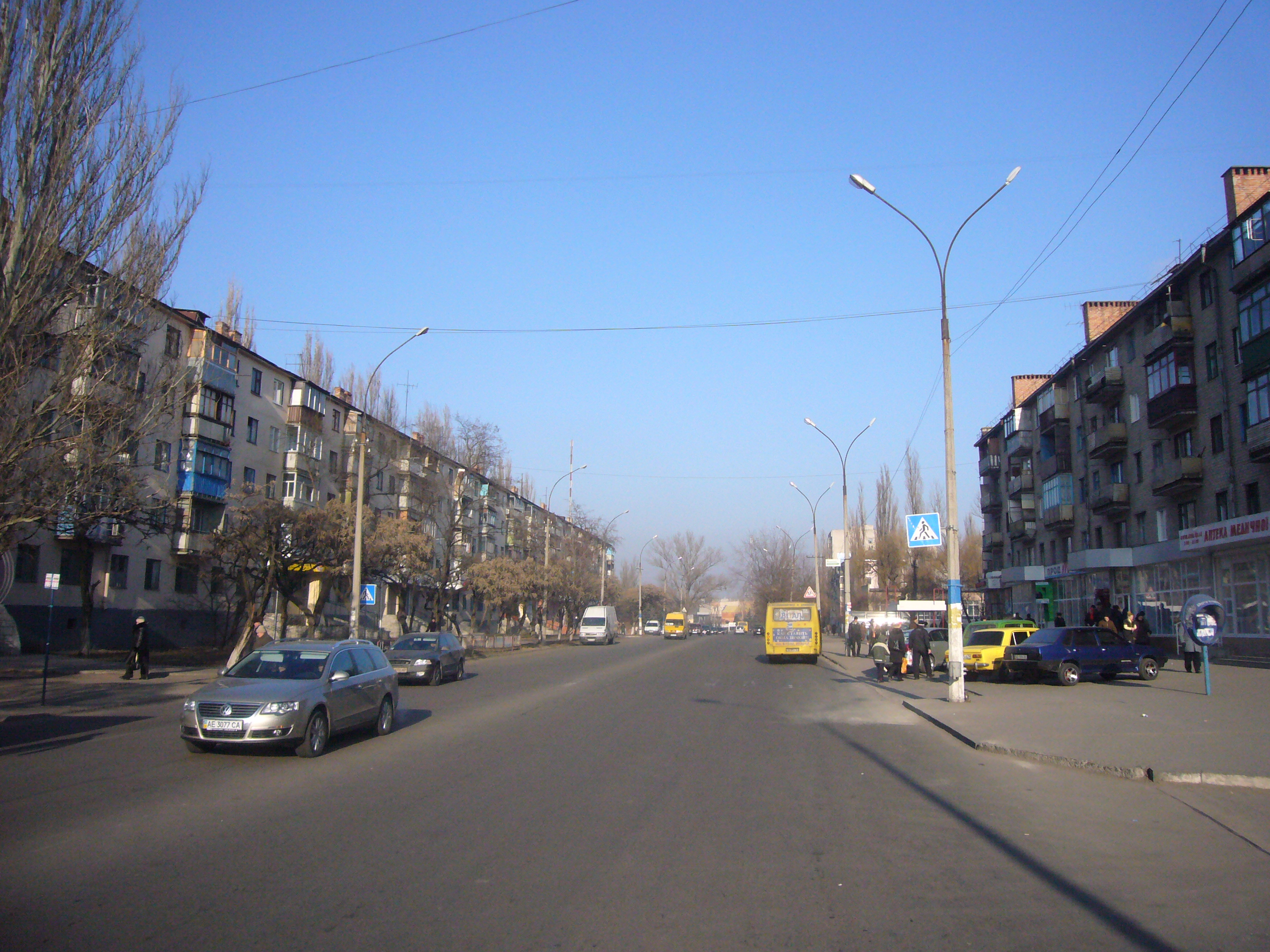
파블로흐라드 시가지

파블로흐라드(우크라이나어: Павлоград, 러시아어: Павлоград 파블로그라드[*])는 우크라이나 동부에 위치한 드니프로페트로우스크주의 도시로 면적은 59.3km2, 높이는 71m, 인구는 110,144명(2024)이다.
17세기 문헌에서 처음 등장했으며 1770년대에는 자포리자 카자크에 의해 마을이 형성되었다. 1779년에는 시로 승격되었고 1831년부터 도시 건설 계획이 확립되었다. 소련 시대였던 1963년에 건립된 고체 로켓 제조 공장이 입주하고 있다.

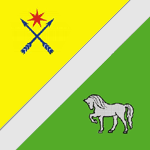
기
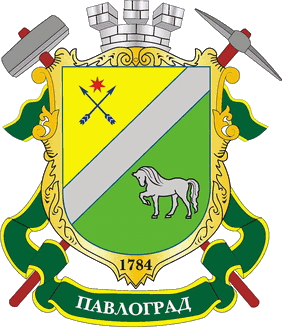
문장

## 자매 도시
- 폴란드 룹스코
- 스페인 산세바스티안